# Comitato interministeriale per gli scambi di materiali di armamento per la difesa
Il CISD, acronimo di Comitato interministeriale per gli scambi di materiali di armamento per la difesa è stato un organismo statale istituito presso la Presidenza del Consiglio dei ministri con la Legge 9 luglio 1990, n° 185 dal cui art. 6, comma 3, si evince che:
"il CISD formula gli indirizzi generali per le politiche di scambio nel settore della difesa e detta direttive d'ordine generale per l'esportazione, l'importazione ed il transito dei materiali di armamento e sovrintende, nei casi previsti dalla presente legge, all'attività degli organi preposti all'applicazione della legge stessa."
È stato soppresso, assieme ad altri organismi, in base alla legge n. 537 del 24 dicembre 1993, di cui all'art. 1, comma 21.